# Obština Koprivštica
Obština Koprivštica (bulharsky Община Копривщица) je bulharská jednotka územní samosprávy v Sofijské oblasti. Leží v západním Bulharsku, v nejvyšší části Sredné gory a na jejích svazích. Obština je totožná s městem Koprivštica a kromě něj nezahrnuje žádná jiná sídla. Žijí zde zhruba 2 tisíce stálých obyvatel.

## Sídla
Obština má jediné sídlo – město Koprivštica.

## Sousední obštiny
| Růžice kompasu | Pirdop              | Anton   |          | Růžice kompasu |
| Růžice kompasu |                     | Sever   | Karlovo  | Růžice kompasu |
| Růžice kompasu | Obština Koprivštica |         | Karlovo  | Růžice kompasu |
| Růžice kompasu | Jih                 |         | Karlovo  | Růžice kompasu |
| Růžice kompasu | Panagjurište        | Strelča | Chisarja | Růžice kompasu |

## Obyvatelstvo
V obštině žije 1 983 stálých obyvatel a včetně přechodně hlášených obyvatel 2 291. Podle sčítáni 1. února 2011 bylo národnostní složení následující:
- Bulhaři: 2 283 (97.6 %)
- Romové: 44 (1.9 %)
- Turci: 3 (0.1 %)
- ostatní: 8 (0.3 %)